# Uromyces aconiti
Uromyces aconiti är en svampart som beskrevs av Fuckel 1884. Uromyces aconiti ingår i släktet Uromyces och familjen Pucciniaceae.   Inga underarter finns listade i Catalogue of Life.